# Das Geheimnis einer Nacht
Das Geheimnis einer Nacht ist ein deutsches Stummfilmdrama aus dem Jahre 1915 von Franz Hofer.

## Handlung
Als der angesehene Bankier Carlton eine geschäftliche Nachtsitzung abhält, erreicht ihn ein dringendes Telefonat. Am anderen Ende der Leitung hört er lediglich einen markerschütternden Schrei, woraufhin Carlton annehmen muss, dass seiner Gattin etwas schreckliches widerfahren sein muss. Sofort macht er sich auf den Weg heim, da findet er seine Gattin vor – putzmunter. Es stellt sich heraus, dass die Telefonverbindung offensichtlich durch eine Fehlschaltung entstanden ist, dass das mutmaßliche Verbrechen andernorts stattgefunden hat. Carlton will dieser mysteriösen Angelegenheit nachgehen und beauftragt Privatdetektiv Brown, den Dingen auf den Grund zu gehen. Bald kommt die gewiefte Spürnase einer Bande von Bankräubern auf die Spur.

## Produktionsnotizen
Das Geheimnis einer Nacht passierte im November 1915 die Filmzensur, wurde für die Dauer des Krieges verboten und am 1. Januar 1919 uraufgeführt. Die Länge des Detektivfilms betrug 1004 Meter, verteilt auf vier Akte. Gedreht wurde im Messter-Film-Atelier in Berlins Blücherstraße 32.